# Маддогс Мюнхен
«Маддогс Мюнхен» (нем. Maddogs München — «Бешеные собаки Мюнхен») — германский хоккейный клуб из города Мюнхен. Основан в 1994 году как правопреемник клуба ЭС Хедос.

## История
«Маддогс Мюнхен» был среди основателей Немецкой хоккейной лиги.
Команда возникла как правопреемник обанкротившегося клуба ЭС Хедос и была заявлена на участие в первом сезоне Немецкой хоккейной лиги, выполнив требования по лицензированию практически в последний момент.
18 декабря 1994 года «Маддогс Мюнхен» сыграл последний матч в лиге против Нюрнберга. У клуба были те же финансовые проблемы, что и у предшественников. Это привело к задолженности клуба перед игроками, в итоге команда снимается с чемпионата.
На момент отмены, команда сыграла 27 матчей (17 побед, 1 ничья, 9 поражений), в том числе 12 домашних матчей (9 побед, 3 поражения) и 15 выездных матчей (8 побед, 1 ничья, 6 поражений). Во всех следующих матчах DEL «Маддогс Мюнхен» были зачислены счета 0:0, а клуб удален из таблицы.